# Parco Naturale delle Alpi Marittime
Der Parco Naturale delle Alpi Marittime ist ein italienischer Naturpark. Er liegt im Piemont in den italienischen Seealpen und ist in drei große Täler (Valle Gesso, Valle Stura und Valle Vermenagna) und fünf Gemeinden (Aisone, Entracque, Valdieri, Roaschia und Vernante) aufgeteilt. Höchster Berg ist der Monte Argentera mit 3297 m.

## Entstehungsgeschichte
Die Ursprünge des Naturparks gehen auf das Jagdrevier Valdieri-Entraque von König Vittorio Emanuele II. aus dem Jahr 1857 zurück. Die Errichtung und Führung von Naturparks in Italien wurde mit dem Dekret (Decreto del Presidente della Repubblica) 616/77 geregelt und in den Kompetenzbereich der einzelnen Regionen überantwortet. 1980 als  Parco naturale dell'Argentera gegründet, wurde der heutige Name des Naturparks nach der Zusammenlegung mit der Riserva del Bosco e dei Laghi di Palanfré 1995 eingeführt. Es existiert eine enge Zusammenarbeit mit dem französischen Nationalpark Mercantour, die seit 1987 auch vertraglich fixiert ist. Gemeinsam arbeiten beide Parkverwaltungen daran, einen „europäischen Nationalpark“ zu schaffen.

## Flora und Fauna
Der Naturpark hat eine artenreiche Flora (über 2000 Pflanzenarten, davon 40 endemisch). Die bekannteste unter den endemischen Pflanzen ist die Saxifraga florulenta, eine seltene Steinbrechart, die nach circa 30 Jahren nur einziges Mal blüht und danach abstirbt.
Im Naturpark leben Gämsen, Alpensteinböcke, Steinadler, Bartgeier, Murmeltiere, Europäische Mufflons, Auerhähne und einige italienische Wölfe. Die Wiederansiedlung der Steinböcke begann bereits im Jahr 1921.

## Natur- und Umweltschutz
Im Jahr 1993 wurde dem Naturpark vom Europarat das Europäische Diplom für geschützte Gebiete verliehen.